# Luis Diego Sáenz Carazo
Luis Diego Sáenz Castro (Cartago, 21 de junio de 1836 - San José, 8 de abril de 1895) político costarricense del siglo XIX.

## Biografía
Nació en Cartago, el 21 de junio de 1836. Fue hijo de Diego María Sáenz y Ulloa y Micaela Carazo Bonilla. Casó con María Brígida Echeverría y Alvarado.

## Cargos públicos
Fue miembro de la Asamblea Constituyente de 1871 y desempeñó el cargo de Segundo Secretario de ese cuerpo. En 1873 fue Ministro de Costa Rica en la Gran Bretaña y después se le nombró Secretario de Obras Públicas, cargo que desempeñó por corto tiempo. De 1873 a 1874 Secretario de Relaciones Exteriores y carteras anexas.
Fue miembro del Consejo de Estado de 1880 a 1881 y en 1882. De 1881 a 1882 también estuvo encargado de la Secretaría de Relaciones Exteriores y carteras anexas y en 1882 fue Secretario de Hacienda y Comercio.
En 1882 fue elegido como Primer Designado a la Presidencia para el período 1882-1886, pero en 1883, debido a que en sus negocios sufrió una quiebra, renunció a esa posición.

## Otras actividades
Fue presidente de la Junta de Caridad de San José (1874-1875), cónsul honorario de Chile en Costa Rica (1876-1878) y vicepresidente del Banco Nacional de Costa Rica (1881-1882).

## Muerte
Murió en San José, el 8 de abril de 1895 a los 58 años de edad.